# Jean-Paul Kielo-Lezi
Jean-Paul Kielo-Lezi (Kinshasa, 4 mei 1984) is een Congolese voetballer die onder contract staat bij KFC Eppegem. Hij speelde eerder voor FC Denderleeuw, Verbroedering Denderhoutem, K.S.C. Lokeren Oost-Vlaanderen en KV Mechelen. 
| seizoen | club                       | land   | competitie         | wed. | goals |
| ------- | -------------------------- | ------ | ------------------ | ---- | ----- |
| 2001/02 | Verbroedering Denderhoutem | België | Derde Klasse       | 5    | 0     |
| 2002/03 | Verbroedering Denderhoutem | België | Derde Klasse       | 1    | 0     |
| 2003/04 | Verbroedering Denderhoutem | België | Vierde Klasse      | 27   | 12    |
| 2004/05 | Verbroedering Denderhoutem | België | Derde Klasse       | 29   | 17    |
| 2005/06 | FC Denderleeuw             | België | Derde Klasse       | 12   | 8     |
| 2005/06 | KSC Lokeren                | België | Jupiler League     | 6    | 0     |
| 2006/07 | KV Mechelen                | België | Tweede Klasse      | 30   | 11    |
| 2007/08 | KV Mechelen                | België | Jupiler League     | 13   | 0     |
| 2008/09 | KV Mechelen                | België | Jupiler League     | 14   | 3     |
| 2008/09 | → FC Brussels              | België | Exqi-league        | 7    | 1     |
| 2009/10 | → KV Red Star Waasland     | België | Exqi-league        | 33   | 13    |
| 2010/11 | KVRS Waasland - SK Beveren | België | Exqi-league        | 37   | 10    |
| 2011/12 | KVRS Waasland - SK Beveren | België | Exqi-league        | 21   | 3     |
| 2012-13 | KMSK Deinze                | België | Derde klasse       | 7    | 2     |
| 2013-14 | KFC Eppegem                | België | 1ste Prov. Brabant |      |       |
|         |                            |        | Totaal             | 242  | 80    |